# Trent (fleuve)
Pour les articles homonymes, voir Trent.
La Trent est l'un des principaux fleuves d'Angleterre.

## Géographie

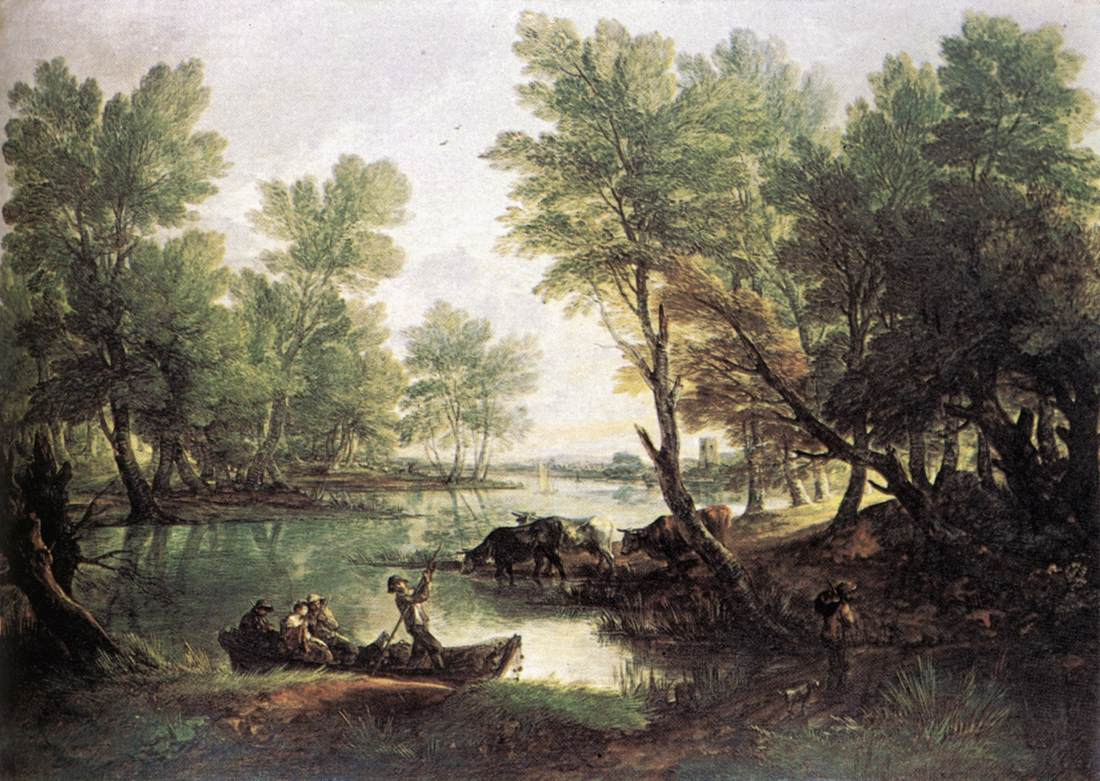
Vue près de King's Bromley
sur Trent, 1768-1770
par Thomas Gainsborough
Philadelphia Museum of Art

Elle prend sa source dans le Staffordshire (non loin de Birmingham), puis parcourt les Midlands de l'Ouest avant de rejoindre l'estuaire de Humber qui s'ouvre sur la mer du Nord. Elle est navigable sur 188 km, principalement par un canal.
La Trent marque la frontière entre deux anciennes provinces anglaises, Norroy (c'est-à-dire « roi du Nord ») et Clarenceux. L'expression né au Nord de la Trent est encore utilisée pour qualifier une personne née dans le Nord de l'Angleterre[réf. nécessaire].
Cette rivière se caractérise par le fait qu'elle fait un coude autour du massif central du Peak District pour couler vers le Nord pour la moitié aval de son cours. Le bassin hydrographique comprend l'essentiel du nord des Midlands.
Elle est sujette à un mascaret de grande amplitude, le Trent Ægir (le deuxième mot est le nom d'une divinité viking des océans). En raison de sa proximité avec la ville de Derby, site de production de la division aéronautique de Rolls Royce, elle a donné son nom à une série de moteurs à réaction.

## Divers
L'entreprise britannique Rolls-Royce, qui a pour tradition de toujours donner un nom de fleuve d'Angleterre à ses réacteurs, fabrique le moteur Trent. Il s'agit du réacteur le plus moderne et le plus puissant de Rolls-Royce.    